# Rih, Seredîna-Buda
Rih (în ucraineană Ріг) este un sat în comuna Pîharivka din raionul Seredîna-Buda, regiunea Sumî, Ucraina.

## Demografie
Componența lingvistică a localității Rih
     Rusă (100%)
Conform recensământului din 2001, toată populația localității Rih era vorbitoare de rusă (100%).